# Rudolf II, Công tước Áo
Rudolf II (k. 1270 – 10 tháng 5 năm 1290), một thành viên của nhà Habsburg, là Công tước của Áo và Styria từ năm 1282 đến 1283.